# Lagunas de las Canteras y el Tejón
Las lagunas de las Canteras y El Tejón constituyen una reserva natural de Andalucía situada en Jerez de la Frontera (provincia de Cádiz) declarada por ley en 1989. La superficie protegida según esta figura es de 3,75 ha y 6 ha, además de una zona periférica de protección de 200 ha (toda ella se encuentra dentro de fincas privadas)

## Laguna de las Canteras
Esta laguna de reducido tamaño y escasa profundidad presenta solamente una pequeña parte de aguas libres debido a que la vegetación emergente ocupa casi toda la laguna. En las especies sumergidas se encuentran Zannichellia obtusifolia y algas caráceas. El cinturón perilagunar está compuesto por carrizos, eneas, bayuncos y castañuelas. En las zonas más profundas del cinturón perilagunar se desarrolla la enea. A continuación se extiende una banda muy ancha de carrizo. Por fuera hay macollas sueltas de bayuncos, eneas y castañuelas.
Por encima se encuentran rodales de juncos (Juncus maritimus) junto a especies de pastizal. Los tarajes son muy escasos y están notablemente afectados por el ganado. 

## Laguna del Tejón
Se encuentra muy cercana a la anterior, siendo también de reducidas dimensiones y encharcándose sólo estacionalmente. Entre las especies sumergidas se encuentran Chara sp., Zannichellia obtusifolia, Callitriche brutia y Ranunculus peltatus. Estas dos últimas, dado su carácter anfibio, también las encontramos a menudo sobre el fango encharcado bajo la vegetación emergente que cubre toda la laguna. En las zonas más bajas el helófito más abundante es el bayunco (Scirpus lacustris) mezclados con algunos ejemplares de enea (Typha dominguensis). En el margen de la orilla este y sur se encuentra el carrizo, que se mezcla con la enea. Más arriba éste desaparece y la enea se acompaña ahora por el bayunco. A continuación aparece la castañuela. En las zonas más altas se encuentra el Juncus maritimus, que a veces se mezcla con el pastizal, y muy arriba, ya junto al matorral, crece el junco de bolitas (Scirpus holoschoenus). 

## Ocio
Se ha habilitado un sendero para conocer las lagunas haciendo turismo de naturaleza